# União das Freguesias de Bensafrim e Barão de São João
União das Freguesias de Bensafrim e Barão de São João, kürzer Bensafrim e Barão de São João, ist eine Gemeinde (Freguesia) im Kreis (Concelho) von Lagos an der Algarve.
In der Gemeinde leben 2.425 Einwohner auf einer Fläche von 130,20 km² (Stand nach Zahlen von 2011).
Die Gemeinde entstand im Zuge der Gebietsreform in Portugal am 29. September 2013 durch Zusammenlegung der Gemeinden Bensafrim und Barão de São João. Bensafrim wurde Sitz der Gemeinde, die ehemalige Gemeindeverwaltung in Barão de São João blieb als Außenstelle und Bürgerbüro bestehen.